# Großsteingrab Güby
Das Großsteingrab Güby war eine megalithische Grabanlage der jungsteinzeitlichen Trichterbecherkultur bei Güby im Kreis Rendsburg-Eckernförde in Schleswig-Holstein. Das Grab trägt die Sprockhoff-Nummer 73. Es wurde 1895 zerstört und zuvor von Wilhelm Splieth archäologisch untersucht.

## Lage
Das Grab befand sich südlich von Güby am Rand eines Feldes.

## Beschreibung
Die Anlage besaß eine Hügelschüttung mit einem Durchmesser von mindestens 10 m und einer Höhe von 2 m. Eine steinerne Umfassung konnte nicht festgestellt werden. Bei der Grabkammer handelte es sich um ein kleines, ostsüdost-westnordwestlich orientiertes Ganggrab mit rechteckigem, fast quadratischem Grundriss. Die Länge betrug zwischen 2,3 m und 2,8 m, die Breite zwischen 1,8 m und 2,2 m und die Höhe 1,2 m. Es waren an jeder Kammerseite zwei eng aneinander stehende Wandsteine erhalten. Die Lücken zwischen ihnen waren mit Trockenmauerwerk ausgefüllt. Decksteine fehlten. An der Mitte der Nordseite lag der Zugang zur Kammer. Diesem war ein Gang mit einer Länge von 2,4 m und einer Höhe von 1 m vorgelagert. Der Gang bestand ursprünglich aus zwei Wandsteinpaaren, von denen zum Zeitpunkt der Grabung nur noch das hintere erhalten war. Weiterhin wurde eine Verschlussplatte festgestellt. Zwischen den beiden Wandsteinen der nördlichen Kammerseite lag ein Schwellenstein.